# Johann Anton de Peters

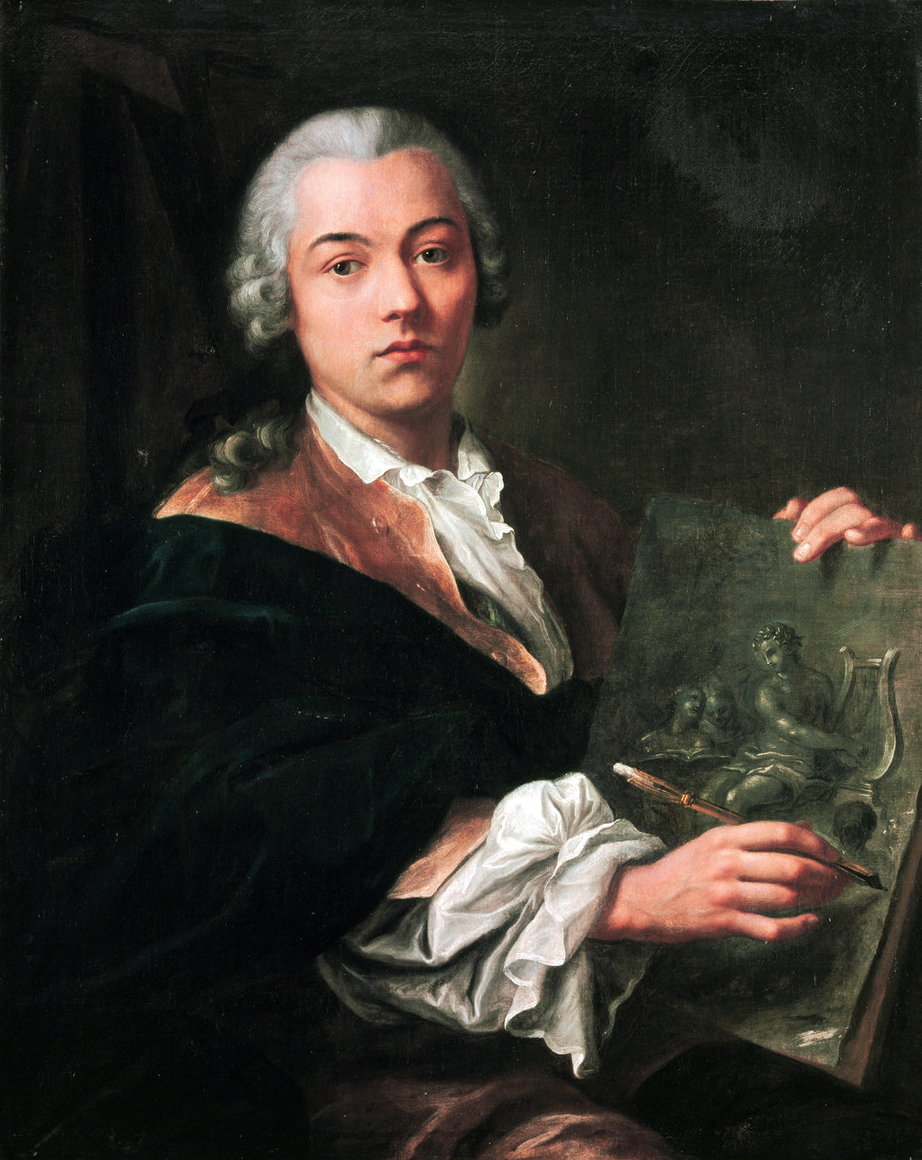
Selbstbildnis an der Staffelei

Johann Anton de Peters (* 16. Januar 1725 in Köln; † 6. Oktober 1795 ebenda) war ein deutscher Maler, Zeichner und Radierer des Rokoko in Köln und Paris.

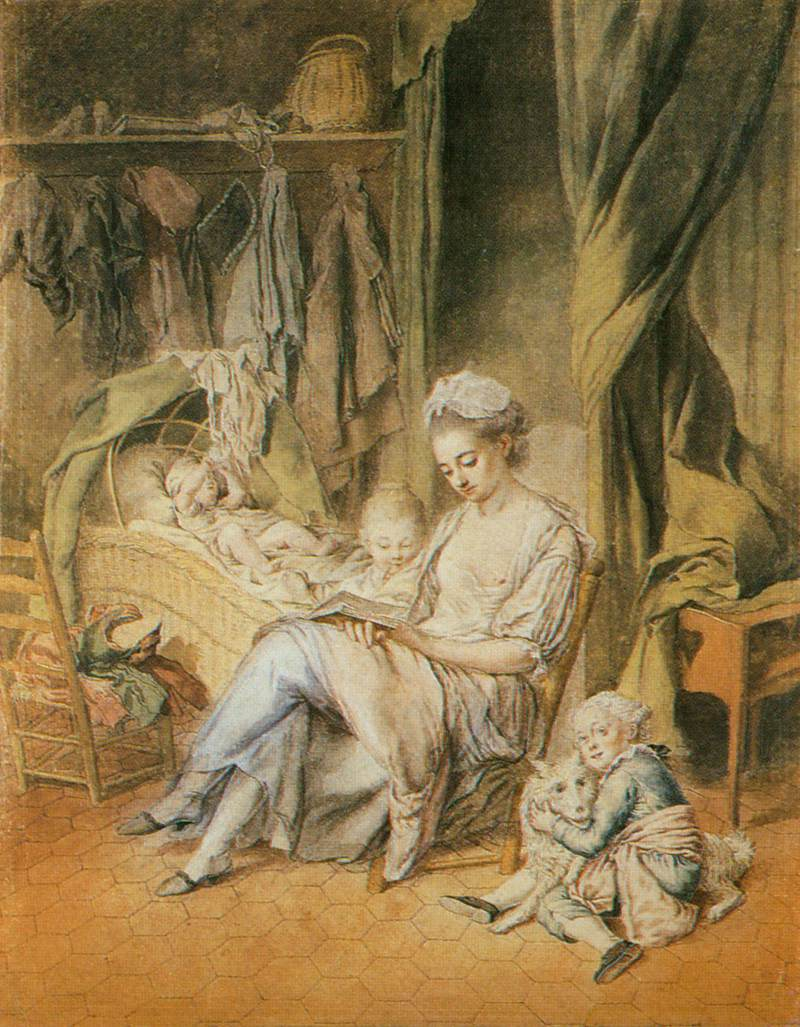
Die glückliche Mutter (Aquarell Z 1043) Das Aquarell zeigt eine junge lesende Mutter in einfachen Verhältnissen. Allerdings lässt die elegante Kleidung des Jungen im Vordergrund darauf schließen, dass das Bild ursprünglich in einer anderen Umgebung angelegt war.

## Leben
Johann Anton de Peters wurde als Sohn des Schreibmeisters und Miniaturmalers Wilhelm Anton Peters geboren, bei dem er auch die Malerei erlernte. Ab 1756 ist der Aufenthalt von de Peters in Paris belegt, wo er Mitglied der Académie de Saint-Luc wurde. Durch Kontakte zum Hof wurde Peters geadelt, erstmals 1764 belegt durch Einträge im Journal des Kupferstechers J. G. Wille. De Peters heiratete in Paris die Miniaturmalerin Elisabeth Gouel de Villebrun. 
Ab 1768 nannte sich de Peters Hofmaler Christians VII., des Königs von Dänemark, von dem er während einer Auslandsreise in Paris den Auftrag für vier Miniatur-Bildnisse erhielt.
In dieser Zeit betätigte sich de Peters auch als Sammler und Händler von Kunst und Herausgeber von Musikalien.
Die französische Revolution brachte für de Peters das Ende des wohlsituierten Lebens, er verarmte und kehrte schließlich 1791 in seine Heimatstadt Köln zurück. Da de Peters nur noch wenige Aufträge unter anderem von seinem Gönner Ferdinand Franz Wallraf erhielt, starb er in Armut.

## Werke

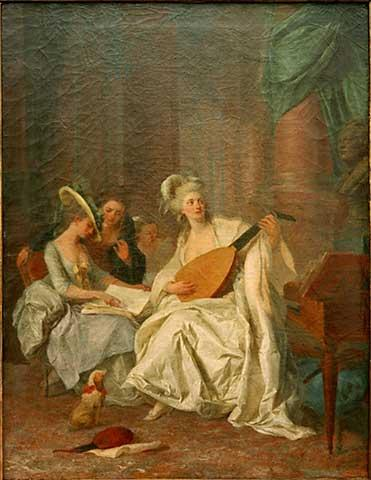
Huldigung an Gluck (Öl auf Leinwand WRM 1080)
Das Bild gibt Einblick in die Pflege der höfischen Musik, rechts unscheinbar die Büste von Gluck

Die Kenntnis des Werkes von de Peters beruht vor allem auf dem Bestand des Kölner Wallraf-Richartz-Museums & Fondation Corboud, da Wallraf den kompletten Nachlass erworben hat. Viele Werke, die durch Stiche belegt sind, gelten als verschollen. Erhalten sind neben wenigen Gemälden und Miniaturen im Wesentlichen Zeichnungen und Graphiken. Ein Teil dieses umfangreichen Bestandes von mehr als 680 in Paris entstandenen Zeichnungen wird im Sommer 2012 im Graphischen Kabinett des Kölner Museums präsentiert. Die Sonderausstellung wurde unter Leitung des Berliner Kunsthistorikers Gerrit Walczak mit Studierenden des Kunsthistorischen Instituts der Universität zu Köln erarbeitet.